# Monteriggioni
Monteriggioni és un municipi de 10.029 habitants de la província de Siena a la regió italiana de la Toscana. Està envoltat pels municipis de Casole d'Elsa, Castellina in Chianti, Castelnuovo Berardenga, Colle di Val d'Elsa, Poggibonsi, Siena i Sovicille.
Avui, la ciutat de Monteriggioni és el centre principal en el modern municipi de Monteriggioni que abasta 19,49 quilòmetres quadrats a la zona que envolta la ciutat. Les distàncies a altres ciutats principals són: Siena 15 km; Volterra - 39 km; Florència 50 km; Pisa 157 km; Lucca - 123 km; Arezzo - 121 km; Roma - 250 km.

## A la literatura
Monteriggioni apareix esmentada a La Divina Comèdia del poeta italià Dante Alighieri, on compara les muralles i les torres de la ciutat amb el cercle de gegants que envolta el pou infernal:
| «                                                                                    | Però che, come su la cerchia tonda Montereggion di torri si corona, così la proda che 'l pozzo circonda torreggiavan di mezza la persona li orribili giganti, cui minaccia Giove del cielo ancora quando tuona. | » |
| — Dante Alighieri, Commedia, canto trentunesimo dell'Inferno (Cant XXXI de l'Infern) | |   |

## A la cultura popular
La ciutat de Monteriggioni apareix en dos dels jocs de la saga Assassin's Creed, el segon i en Broderhood. En el joc l'espai s'anomena Vil·la Auditore, nom de la família del protagonista, Ezio Auditore. Dins del recinte emmurallat també apareix un palau, seu de l'esmentada famíla. Aquest palau està inspirat en la Villa de Maiano, un palau que durant el s.XVI va pertànyer primer als Sforza i posteriorment als Pazzi i que està situat a la Via del Saviatino 1 a Fiesole, prop de Florència.

## Galeria fotogràfica

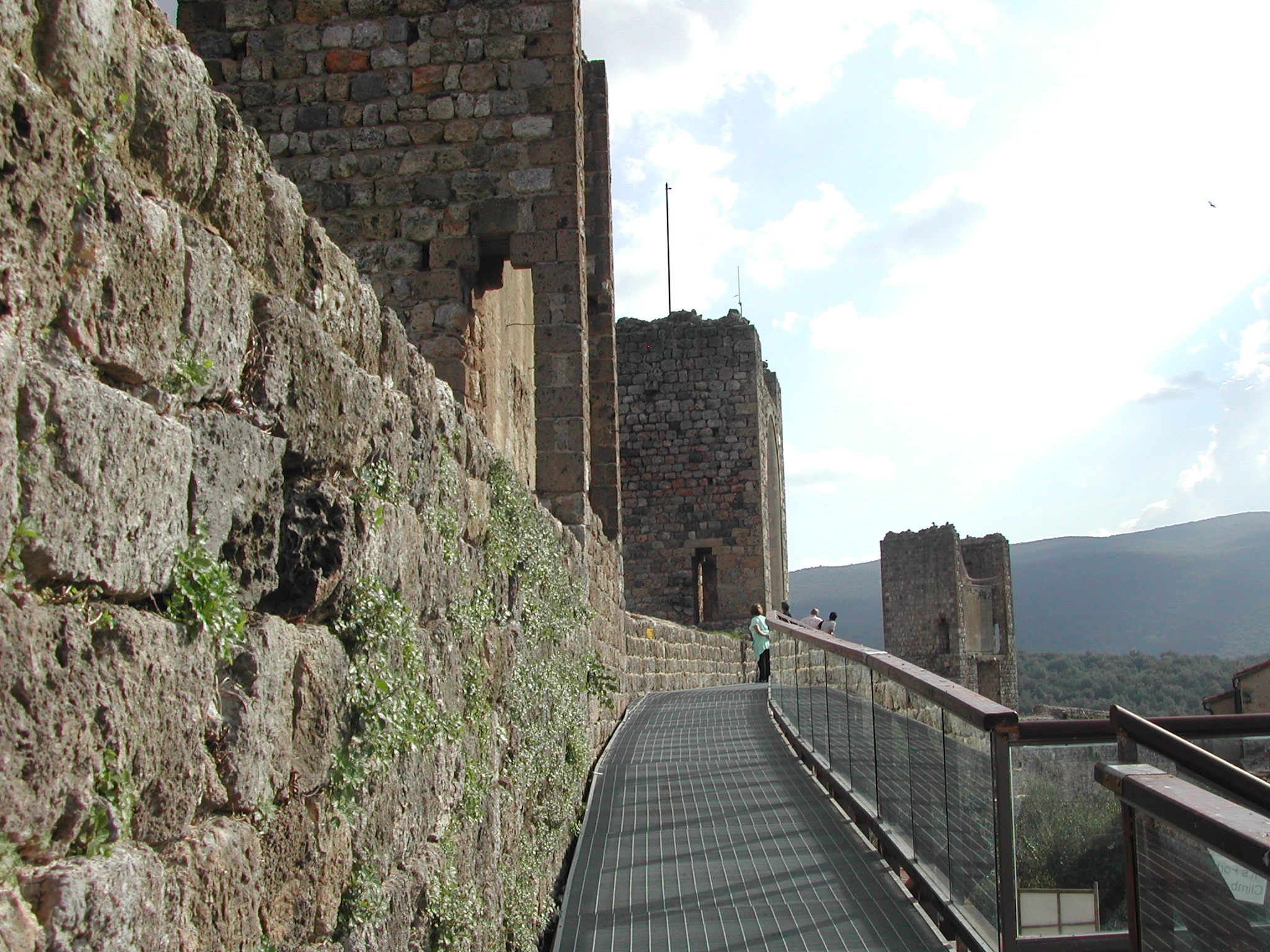
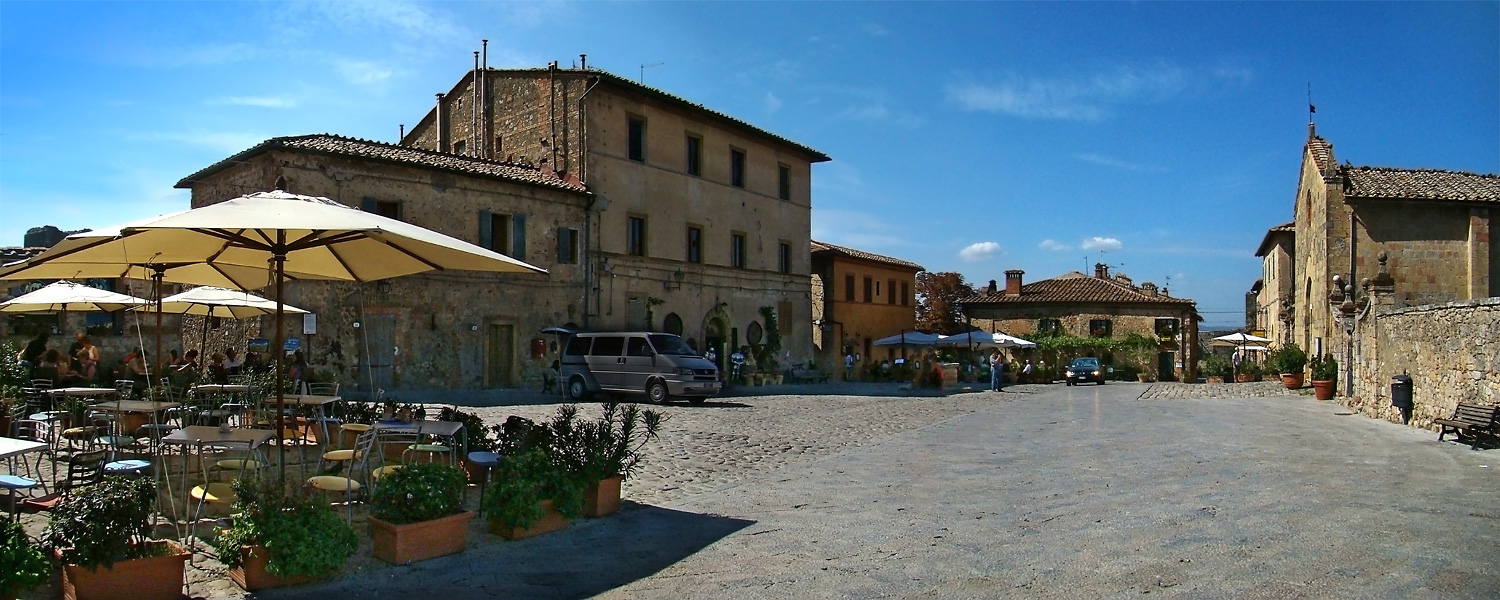
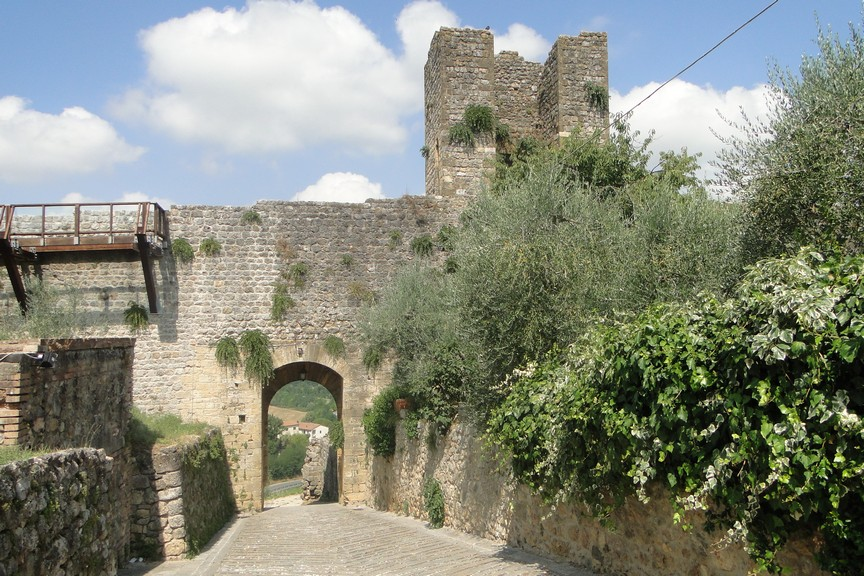
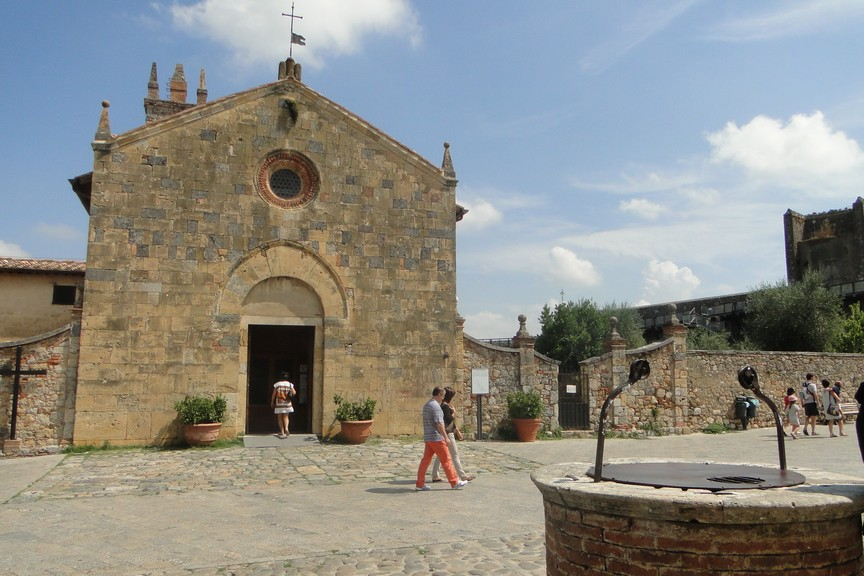
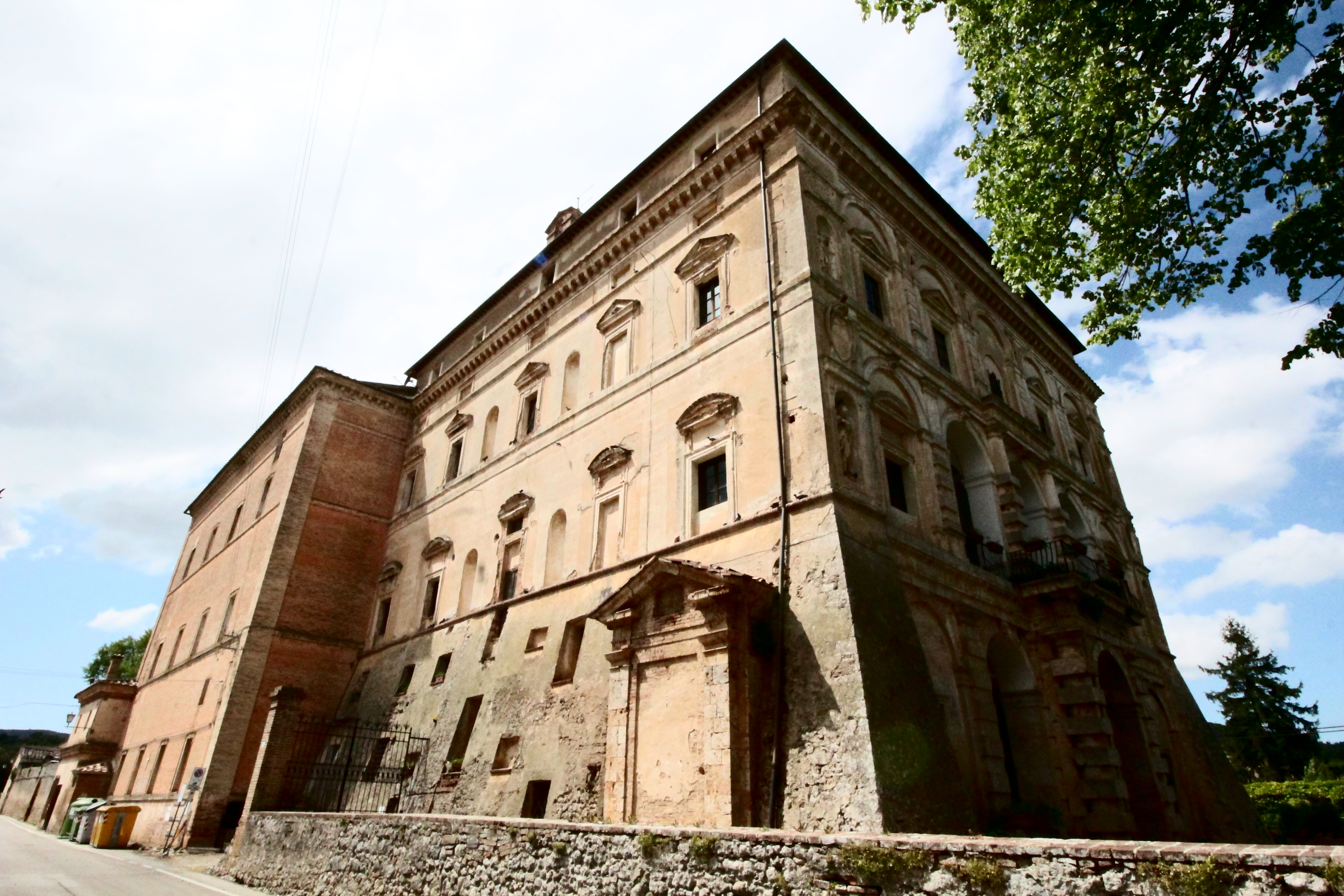

- Detall de la muralla de la ciutat (segle XIII).
- Piazza Roma, la plaça principal de la ciutat.
- Una de les portes de la ciutat fortificada.
- Pieve, església de Santa Maria (romànica)
- Palau renaixentista - Villa Petrucci, Santa Colomba, terme municipal de Monteriggioni.